# Gianfranco Ghirlanda
Gianfranco Ghirlanda, SJ (Roma, 5 de julio de 1942) es un cardenal católico italiano, cuya carrera ha estado estrechamente relacionada con la Pontificia Universidad Gregoriana. En ella enseñó desde 1975, siendo  decano de la Facultad de Derecho Canónico (1995-2004) y rector (2004-2010). Desde junio de 2023 es Patrono de la Soberana Militar Orden de Malta.

## Biografía
Gianfranco Ghirlanda nació el 5 de julio de 1942, en la ciudad italiana de Roma.
Trabajó en Fiat, mientras estudiaba en la Universidad Sapienza de Roma, donde obtuvo un doctorado en Jurisprudencia en 1966. 
Completó los estudios de Teología en la Pontificia Universidad Gregoriana, obteniendo la licenciatura en teología sagrada en 1973. Continuando sus estudios en la Gregoriana, obtuvo una licenciatura en Derecho canónico en 1975 y un doctorado en derecho canónico summa cum laude en 1978.

### Vida religiosa
En 1966, se une a la Compañía de Jesús. Su ordenación sacerdotal fue el 24 de junio de 1973. 
Ghirlanda ha impartido cursos de derecho canónico en varias facultades de la Gregoriana desde 1975. En 1986 se convirtió en profesor titular y se desempeñó como decano de la Facultad de Derecho Canónico de 1995 a 2004.  
Ha servido a la Santa Sede como consultor de varias congregaciones y consejos, y fue juez del Tribunal de Apelaciones de la Ciudad del Vaticano de 1993 a 2003. 
Fue nombrado rector de la Gregoriana el 1 de septiembre de 2004 por el Papa Juan Pablo II.
El 4 de julio de 2014, el cardenal Joao Braz de Aviz y el arzobispo José Rodríguez Carballo, prefecto y secretario de la Congregación para los Institutos de Vida Consagrada y las Sociedades de Vida Apostólica, anunciaron el nombramiento de Ghirlanda como asistente papal de la Legión de Cristo en su intento continuo para completar su proceso de renovación.  Se le asignó un rol similar en 2020 con respecto a la asociación laica Memores Domini.
El 6 de octubre de 2018 fue nombrado miembro del Dicasterio para los Laicos, la Familia y la Vida.
El 30 de marzo de 2020 fue confirmado como consultor de la Congregación para la Doctrina de la Fe in aliud quinquennium y el 2 de junio como consultor de la Congregación para la Evangelización de los Pueblos in aliud quinquennium.
El 20 de julio de 2021 fue nombrado consultor de Congregación para los Obispos ad aliud quinquennium.
Fue creado cardenal por el papa Francisco en el Consistorio celebrado el 27 de agosto de 2022, asignándole la Diaconía del Santísimo Nombre de Jesús. Recibió una dispensa del requisito de que solo los obispos pueden convertirse en cardenales.
El 19 de junio de 2023 fue nombrado patrono de la Soberana Militar Orden de Malta.

## Publicaciones
Ha publicado libros sobre derecho canónico y aproximadamente 110 artículos en diversas publicaciones. Ha ayudado en la redacción de constituciones apostólicas y es autor del comentario que acompañó la publicación de Anglicanorum coetibus en 2009.